# Grand Prix automobile du Brésil 2012
GP précédent
Le Grand Prix automobile du Brésil 2012 (Formula 1 Grande Prêmio Petrobras do Brasil 2012), disputé le 25 novembre 2012 sur le circuit d'Interlagos, est la 878e épreuve du championnat du monde de Formule 1 courue depuis 1950. Il s'agit de la quarantième édition du Grand Prix du Brésil comptant pour le championnat du monde de Formule 1 et de la vingtième et dernière manche du championnat 2012.
Au départ de ce dernier Grand Prix de la saison, le titre constructeurs est déjà joué et l'intégralité du suspense se concentre sur la lutte entre Sebastian Vettel et Fernando Alonso pour le titre pilotes. L'Allemand se présente au Brésil avec 13 points d'avance sur son rival espagnol mais est victime d'un accrochage dès le premier tour alors qu'Alonso réalise un très bon départ. La première moitié du Grand Prix offre un beau spectacle grâce à de nombreux dépassements à tous les étages : aidé par son équipier Felipe Massa, Alonso remonte dans le classement mais Vettel parvient à conserver une place qui lui assure le titre. À l'arrivée, Jenson Button remporte la victoire, devant les deux pilotes Ferrari, Alonso et Massa. Sixième, Vettel maintient une avance de trois points en tête du championnat du monde (281 contre 278) et obtient son troisième titre consécutif. Pour le dernier Grand Prix de sa carrière, un hommage est rendu à Michael Schumacher qui se classe finalement septième après avoir laissé passer Vettel dans les dernières boucles. À l'issue de la course, dix-huit des vingt-cinq pilotes en lice au championnat ont marqué au moins un point.
Chez les constructeurs, l'écurie Red Bull Racing (460 points) est déjà assurée de son troisième titre de championne du monde consécutif depuis le Grand Prix des États-Unis. Au Brésil, la Scuderia Ferrari confirme sa deuxième place du championnat avec un total de 400 points, devant McLaren (378). À la fin du Grand Prix, neuf des douze écuries engagées au championnat ont marqué des points. Caterham et Marussia, plaçant une voiture respectivement aux onzième et douzième places, obtiennent leurs meilleurs résultats depuis leurs débuts en Formule 1 en début de saison 2010 mais, tout comme HRT, n'ont toujours pas inscrit le moindre point après trois saisons dans la discipline.

## Essais libres

### Première séance, vendredi de 10 h à 11 h 30
| Pos. | Pilote           | Voiture          | Chrono         | Écart     |
| ---- | ---------------- | ---------------- | -------------- | --------- |
| 1    | Lewis Hamilton   | McLaren-Mercedes | 1 min 14 s 131 |           |
| 2    | Sebastian Vettel | Red Bull-Renault | 1 min 14 s 140 | + 0 s 009 |
| 3    | Mark Webber      | Red Bull-Renault | 1 min 14 s 198 | + 0 s 067 |
| 4    | Jenson Button    | McLaren-Mercedes | 1 min 14 s 217 | + 0 s 086 |
| 5    | Fernando Alonso  | Ferrari          | 1 min 14 s 392 | + 0 s 261 |
| 6    | Felipe Massa     | Ferrari          | 1 min 14 s 716 | + 0 s 580 |

La température est de 22 °C dans l'air et la piste à 33 °C au départ de la première séance d'essais libres du Grand Prix du Brésil, dernière manche du championnat du monde 2012. Tous les pilotes ont droit à deux trains de pneumatiques supplémentaires pour l'ensemble de la première journée d'essais : cette journée a également pour but de tester les pneus Pirelli prévus pour la saison 2013. Ces pneus diffèrent de ceux utilisés cette saison par leur structure et par leurs caractéristiques de fonctionnement,,,.
Caterham F1 Team ayant officialisé Charles Pic pour plusieurs saisons, Heikki Kovalainen, sans volant pour la saison prochaine, cède son baquet à Giedo Van der Garde. Esteban Gutiérrez, confirmé chez Sauber pour la saison 2013, assiste pour sa part à la séance depuis le muret des stands. Les pilotes effectuent plusieurs tours d'installation puis Sergio Pérez établit le temps de référence en 1 min 17 s 121,,,.
Pérez améliore sa performance en 1 min 15 s 869 avant de céder sa place en tête à Lewis Hamilton (1 min 14 s 374 puis 1 min 14 s 131) avec les « pneus 2013 ». Il reste alors plus d'une heure avant le drapeau à damier mais personne ne parvient à améliorer le temps du Britannique qui rencontre pourtant des problèmes de surchauffe de pneus sur les deux millésimes essayés,,,.
Kimi Räikkönen est victime d'ennuis de moteur et manque une grande partie de la séance,,,.
- Giedo Van der Garde, pilote essayeur chez Caterham F1 Team, a remplacé Heikki Kovalainen lors de cette séance d'essais.
- Valtteri Bottas, pilote essayeur chez Williams F1 Team, a remplacé Bruno Senna lors de cette séance d'essais.

### Deuxième séance, vendredi de 14 h à 15 h 30
| Pos. | Pilote             | Voiture          | Chrono         | Écart     |
| ---- | ------------------ | ---------------- | -------------- | --------- |
| 1    | Lewis Hamilton     | McLaren-Mercedes | 1 min 14 s 026 |           |
| 2    | Sebastian Vettel   | Red Bull-Renault | 1 min 14 s 300 | + 0 s 274 |
| 3    | Mark Webber        | Red Bull-Renault | 1 min 14 s 523 | + 0 s 497 |
| 4    | Felipe Massa       | Ferrari          | 1 min 14 s 553 | + 0 s 527 |
| 5    | Fernando Alonso    | Ferrari          | 1 min 14 s 592 | + 0 s 566 |
| 6    | Michael Schumacher | Mercedes         | 1 min 14 s 654 | + 0 s 628 |

La température ambiante est de 32 °C et celle de la piste est à 48 °C au départ de la deuxième séance d'essais libres. Les pilotes s'élancent rapidement en piste et Kimi Räikkönen, victime d'un problème technique lors de la session précédente, fixe le premier temps de référence en 1 min 16 s 538. Son coéquipier Romain Grosjean améliore en 1 min 16 s 070 avant d'être battu par Mark Webber (1 min 16 s 000) puis Lewis Hamilton (1 min 15 s 893). Mark Webber reprend un temps la tête en 1 min 15 s 594, Felipe Massa tourne ensuite en 1 min 15 s 473 puis Sebastian Vettel en 1 min 15 s 226. Alors qu'il reste un peu plus d'une heure dans cette session, seuls quelques pilotes sont encore en piste pour tester à nouveau les pneus qui seront utilisés en 2013. Jean-Éric Vergne chausse alors le premier ses pneus tendres,,,.
Fernando Alonso s'installe en tête du classement en 1 min 15 s 150 mais l'ensemble des pilotes choisit de passer en pneus tendres et les temps au tour chutent rapidement : Grosjean tourne en 1 min 14 s 994, Nico Rosberg en 1 min 14 s 822, Felipe Massa en 1 min 14 s 553 et Lewis Hamilton confirme sa performance du matin avec un tour en 1 min 14 s 026. À trente minutes de la fin de la séance, Vettel est deuxième devant son équipier Webber, Massa et Alonso,,,.
Durant cette dernière demi-heure, les pilotes se concentrent sur de longs relais et ne cherchent plus à améliorer le temps au tour. Charles Pic abandonne sa monoplace en piste à vingt minutes du drapeau à damier, vraisemblablement à cause d'un problème d'alternateur, ce qui provoque la sortie des drapeaux jaunes dans ce secteur. Hamilton conserve donc sa première place devant Vettel et Webber ; suivent Massa, Alonso, Michael Schumacher, Rosberg, Jenson Button, Grosjean et Paul di Resta,,,.

### Troisième séance, samedi de 11 h à 12 h
| Pos. | Pilote           | Voiture              | Chrono         | Écart     |
| ---- | ---------------- | -------------------- | -------------- | --------- |
| 1    | Jenson Button    | McLaren-Mercedes     | 1 min 13 s 188 |           |
| 2    | Sebastian Vettel | Red Bull-Renault     | 1 min 13 s 245 | + 0 s 057 |
| 3    | Mark Webber      | Red Bull-Renault     | 1 min 13 s 385 | + 0 s 197 |
| 4    | Lewis Hamilton   | McLaren-Mercedes     | 1 min 13 s 389 | + 0 s 201 |
| 5    | Romain Grosjean  | Lotus-Renault        | 1 min 13 s 420 | + 0 s 232 |
| 6    | Paul di Resta    | Force India-Mercedes | 1 min 13 s 486 | + 0 s 298 |

La température ambiante est de 28 °C au départ de la dernière séance d'essais libres. Toutefois, le vent souffle à 8 m/s et les nuages se montrent menaçants autour d'Interlagos. Les pilotes s'élancent en piste dès son ouverture et Nico Rosberg fixe le temps de référence en 1 min 15 s 308,,,.
Son coéquipier Michael Schumacher améliore en 1 min 15 s 034 mais Rosberg réplique instantanément en 1 min 14 s 955. Quelques instants plus tard, après deux tours d'installation, Kimi Räikkönen immobilise sa monoplace en bord de piste dans son premier tour lancé à cause d'une casse moteur. Lewis Hamilton s'installe provisoirement en tête du classement en 1 min 14 s 552 puis cède sa place à son coéquipier Jenson Button qui tourne en 1 min 14 s 419. Les deux hommes échangent alors à plusieurs reprises leurs positions : Hamilton tourne en 1 min 14 s 184 et Button en 1 min 13 s 917 puis 1 min 13 s 858,,,. 
À la mi-séance, les premiers pneus tendres font leur apparition en piste alors que Bruno Senna effectue un énorme tête-à-queue dans la remontée vers la ligne droite des stands. Il faut attendre les derniers instants de la session pour que les temps au tour s'améliorent grâce aux pneus tendres. Nico Hülkenberg tourne en 1 min 13 s 623 et son coéquipier Paul di Resta en 1 min 13 s 617. En fin de séance, Jenson Button réalise les deux meilleures performances, en 1 min 13 s 192 puis 1 min 13 s 188,,,.

## Séance de qualifications

### Résultats des qualifications

#### Session Q1
Comme prévu, il a plu sur le circuit d'Interlagos entre la dernière session d'essais libres et la phase de qualification mais la piste est pratiquement sèche au moment de lancer la première session qualificative. La température de la piste est toutefois descendue de près de 20 °C par rapport à la séance de la veille puisqu'il fait 25 °C dans l'air et que la piste est à 23 °C. Bien que le circuit soit encore mouillé par endroits (le secteur 1 est sec mais le dernier secteur est très humide et pourrait justifier l'utilisation de pneus intermédiaires), les pilotes s'élancent tous en piste avec leurs pneus pour piste sèche. Kamui Kobayashi établit le temps de référence en 1 min 24 s 957 et l'améliore dans la foulée en 1 min 22 s 415,,,.
Nico Hülkenberg tente le pari de chausser ses pneus intermédiaires pour conditions mixtes mais, après seulement un tour, choisit lui aussi de passer aux slicks. Jean-Éric Vergne tourne alors en 1 min 22 s 355 mais Kobayashi reprend son bien en 1 min 20 s 607. Vergne repasse en tête en enchaînant deux tours lancés en 1 min 20 s 567 puis 1 min 18 s 986 mais doit s'incliner face à Pastor Maldonado (1 min 18 s 709 puis 1 min 17 s 894). Bruno Senna, son coéquipier chez Williams, améliore en 1 min 17 s 803 lorsque les pilotes des écuries de pointe décident de prendre la piste maintenant que leurs rivaux ont balayé la piste et contribué à l'assécher,,,. 
Lewis Hamilton passe en tête avec un tour bouclé en 1 min 17 s 772, Fernando Alonso (qui effectue une unique sortie pour sept tours d'affilée) tourne ensuite en 1 min 17 s 385 mais Hamilton récupère la première place en 1 min 17 s 346. Sergio Pérez améliore en 1 min 16 s 941, Nico Rosberg en 1 min 16 s 924 et Paul di Resta en 1 min 16 s 621,,,. 
Lewis Hamilton tourne ensuite en 1 min 16 s 147, et si Bruno Senna améliore en 1 min 15 s 955, c'est finalement Hamilton qui réalise les deux meilleures performances de la session avec deux tours bouclés en 1 min 15 s 551 puis 1 min 15 s 075. À trois minutes du drapeau à damier, Pedro de la Rosa ne voit pas arriver Romain Grosjean dans la remontée vers la ligne droite des stands et le tasse contre le mur. Grosjean, alors seulement dix-septième, perd son aileron avant et cherche à repasser aux stands pour faire réparer sa monoplace afin de boucler un dernier tour lancé et tenter de se qualifier pour la Q2, mais il échoue finalement pour un quart de seconde,,,. 
Les sept pilotes éliminés sont Pedro de la Rosa et son coéquipier Narain Karthikeyan, Charles Pic et son coéquipier Timo Glock, Vitaly Petrov et son coéquipier Heikki Kovalainen et Romain Grosjean qui n'a pas pu, dans les derniers instants, boucler un temps lui permettant d'améliorer sa position,,,.

#### Session Q2
Le soleil est de retour sur Interlagos et la piste est désormais totalement sèche au début de la deuxième phase des qualifications. Tous les pilotes, à l'exception de ceux de Red Bull Racing et McLaren, prennent immédiatement la piste. Fernando Alonso établit le temps de référence en 1 min 14 s 631 et l'améliore dans la foulée en 1 min 14 s 288,,,. 
Quelques instants plus tard, en pneus tendres, Lewis Hamilton tourne en 1 min 13 s 398 mais est battu par Sebastian Vettel qui tourne en 1 min 13 s 209,,,.
Les sept pilotes éliminés sont Jean-Éric Vergne et son coéquipier Daniel Ricciardo, Kamui Kobayashi et son coéquipier Sergio Pérez, Michael Schumacher, Bruno Senna et Paul di Resta,,,.

#### Session Q3
Lewis Hamilton, Nico Rosberg et Fernando Alonso sont les premiers pilotes en piste en piste pour la dernière phase des qualifications. Toutefois, les autres ne tardent pas à les rejoindre, sauf Kimi Räikkönen et Nico Hülkenberg. Lewis Hamilton prend la tête dès son premier tour lancé qu'il boucle en 1 min 12 s 850. Il devance alors son coéquipier Jenson Button (le plus rapide dans le premier secteur), Mark Webber, Felipe Massa, Alonso et Sebastian Vettel qui a viré au large en roulant sur le gazon artificiel dans le deuxième secteur,,,. 
Quand Hülkenberg et Räikkönen prennent la piste pour leur première tentative, les premiers du classement rentrent au stand pour changer leurs pneus et effectuer une nouvelle série de tours lancés. Webber prend la première place en 1 min 12 s 581 mais Lewis Hamilton réplique en 1 min 12 s 458 et s'offre la pole position pour son dernier Grand Prix chez McLaren. Son coéquipier Button l'accompagne sur la première ligne du Grand Prix ; Vettel est quatrième, Massa cinquième et Alonso huitième,,,.
À l'issue de la séance de qualification, Pastor Maldonado est pénalisé d'un recul de dix places sur la grille de départ. Le Vénézuélien ne s'est en effet pas présenté au garage des commissaires de la FIA afin que des contrôles soient effectués sur sa monoplace et a directement rejoint son box. Dans un premier temps, il a été simplement réprimandé mais, en vertu de l'article 18.2 de la réglementation sportive, cette troisième réprimande de la saison implique une sanction plus sévère de dix places de pénalité au départ. Maldonado partira donc de la seizième place au lieu de la sixième,,,.

### Grille de départ
| Pos.                                                                                      | Pilote                  | Écurie               | Qualifications 1 | Qualifications 2 | Qualifications 3 |
| ----------------------------------------------------------------------------------------- | ----------------------- | -------------------- | ---------------- | ---------------- | ---------------- |
| 1                                                                                         | Lewis Hamilton SREC     | McLaren-Mercedes     | 1 min 15 s 075   | 1 min 13 s 398   | 1 min 12 s 458   |
| 2                                                                                         | Jenson Button SREC      | McLaren-Mercedes     | 1 min 15 s 456   | 1 min 13 s 515   | 1 min 12 s 513   |
| 3                                                                                         | Mark Webber SREC        | Red Bull-Renault     | 1 min 16 s 180   | 1 min 13 s 667   | 1 min 12 s 581   |
| 4                                                                                         | Sebastian Vettel SREC   | Red Bull-Renault     | 1 min 15 s 644   | 1 min 13 s 209   | 1 min 12 s 760   |
| 5                                                                                         | Felipe Massa SREC       | Ferrari              | 1 min 16 s 263   | 1 min 14 s 048   | 1 min 12 s 987   |
| 6                                                                                         | Pastor Maldonado SREC   | Williams-Renault     | 1 min 16 s 266   | 1 min 13 s 698   | 1 min 13 s 174   |
| 7                                                                                         | Nico Hülkenberg SREC    | Force India-Mercedes | 1 min 15 s 536   | 1 min 13 s 704   | 1 min 13 s 206   |
| 8                                                                                         | Fernando Alonso SREC    | Ferrari              | 1 min 16 s 097   | 1 min 13 s 856   | 1 min 13 s 253   |
| 9                                                                                         | Kimi Räikkönen SREC     | Lotus-Renault        | 1 min 16 s 432   | 1 min 13 s 698   | 1 min 13 s 298   |
| 10                                                                                        | Nico Rosberg SREC       | Mercedes             | 1 min 15 s 929   | 1 min 13 s 848   | 1 min 13 s 489   |
| 11                                                                                        | Paul di Resta SREC      | Force India-Mercedes | 1 min 15 s 901   | 1 min 14 s 121   |                  |
| 12                                                                                        | Bruno Senna SREC        | Williams-Renault     | 1 min 15 s 333   | 1 min 14 s 219   |                  |
| 13                                                                                        | Sergio Pérez SREC       | Sauber-Ferrari       | 1 min 15 s 974   | 1 min 14 s 234   |                  |
| 14                                                                                        | Michael Schumacher SREC | Mercedes             | 1 min 16 s 005   | 1 min 14 s 334   |                  |
| 15                                                                                        | Kamui Kobayashi SREC    | Sauber-Ferrari       | 1 min 16 s 400   | 1 min 14 s 380   |                  |
| 16                                                                                        | Daniel Ricciardo SREC   | Toro Rosso-Ferrari   | 1 min 16 s 744   | 1 min 14 s 574   |                  |
| 17                                                                                        | Jean-Éric Vergne SREC   | Toro Rosso-Ferrari   | 1 min 16 s 722   | 1 min 14 s 619   |                  |
| 18                                                                                        | Romain Grosjean SREC    | Lotus-Renault        | 1 min 16 s 967   |                  |                  |
| 19                                                                                        | Vitaly Petrov SREC      | Caterham-Renault     | 1 min 17 s 073   |                  |                  |
| 20                                                                                        | Heikki Kovalainen SREC  | Caterham-Renault     | 1 min 17 s 086   |                  |                  |
| 21                                                                                        | Timo Glock              | Marussia-Cosworth    | 1 min 17 s 508   |                  |                  |
| 22                                                                                        | Charles Pic             | Marussia-Cosworth    | 1 min 18 s 104   |                  |                  |
| 23                                                                                        | Narain Karthikeyan      | HRT-Cosworth         | 1 min 19 s 576   |                  |                  |
| 24                                                                                        | Pedro de la Rosa        | HRT-Cosworth         | 1 min 19 s 699   |                  |                  |
| Temps minimal à réaliser pour la qualification : 1 min 20 s 330 (107 % de 1 min 15 s 075) |                         |                      |                  |                  |                  |

- Pastor Maldonado, auteur du sixième temps des qualifications, reçoit une pénalité de dix places après avoir reçu sa troisième réprimande de la saison. Il s'élance de la seizième position sur la grille de départ[24],[25],[26],[27].

## Course

### Déroulement de l'épreuve
Les voitures s'alignent sur la grille de départ sur une piste sèche mais quelques gouttes de pluie commencent à tomber et le ciel est très menaçant. C'est sous une pluie fine, et chaussés en pneus pour piste sèche, que les pilotes terminent le tour de formation et prennent place pour le départ. À l'extinction des feux, si Lewis Hamilton, en pole position, prend un bon envol, Felipe Massa, cinquième sur la grille, surprend tous ses rivaux et s'engouffre dans le premier virage juste derrière la McLaren du Britannique. Un peu plus loin, Bruno Senna touche Sebastian Vettel et l'envoie en tête-à-queue en plein milieu de la piste : tous les pilotes parviennent à éviter l'Allemand en perdition qui repart vingtième tandis que son rival pour le titre, Fernando Alonso, remonte à la troisième place derrière les deux McLaren. Senna et Sergio Pérez, victime collatérale de l'incident, abandonnent avant même d'avoir bouclé leur premier tour de course,,,. 
Au deuxième passage sur la ligne de chronométrage, Hamilton devance son coéquipier Jenson Button, Alonso, Nico Hülkenberg, Mark Webber, Massa, Paul di Resta, Kimi Räikkönen, Kamui Kobayashi et Nico Rosberg. Victime de la fine pluie qui continue à tomber, Fernando Alonso fait un tout-droit à l'amorce des S de Senna et perd sa troisième place au profit d'Hülkenberg. Romain Grosjean se fait piéger dans le sixième tour, effectue une sortie de piste et abandonne sa monoplace accidentée dans le mur de pneus du virage no 11. Mark Webber part à son tour à la faute mais réussit à reprendre le contrôle de sa monoplace après un tête-à-queue. En tête de la course, Button dépasse Hamilton sur une piste de plus en plus mouillée,,,.
Kobayashi et Michael Schumacher rentrent les premiers changer leurs pneus au huitième tour alors que Sebastian Vettel est déjà remonté à la sixième place. Rosberg, Daniel Ricciardo et Webber rentrent chausser des pneus intermédiaires au neuvième tour ; Hamilton, Alonso, Vettel et di Resta rentrent au tour suivant. Quelques instants plus tard, en piste, Webber laisse passer Sebastian Vettel pour lui permettre de préserver ses chances de remporter le titre mondial. En tête de la course, Button, toujours en pneus slicks, tourne dans les mêmes temps que ses rivaux en pneus intermédiaires,,,.
Au quinzième passage, Button mène la course avec 1 seconde d'avance sur Hülkenberg, 15 s sur Hamilton, 31 s sur Alonso, 37 sur Kobayashi et Vettel, 41 s sur Webber, 44 s sur Rosberg, 45 s sur di Resta et 46 s sur Ricciardo. Nico Hülkenberg, qui lui aussi est en pneus slicks, porte une attaque sur Button et prend la tête à l'entame du dix-huitième tour. Alors que la pluie se calme progressivement, Hamilton, Alonso, Kobayashi, Rosberg et di Resta rentrent à nouveau au stand pour rechausser des pneus slicks. Vettel, Webber, Ricciardo, Räikkönen, Massa, Timo Glock, Vitaly Petrov, Heikki Kovalainen, Charles Pic, Jean-Éric Vergne, Rosberg et Pedro de la Rosa rentrent au vingtième tour,,,. 
Si Hülkenberg et Button semblent avoir fait le bon choix en ce début de course puisqu'ils sont restés en piste en pneus slicks durant l'averse et occupent les deux premières places, l'entrée en piste de la voiture de sécurité dans le vingt-deuxième tour risque de mettre à mal leur stratégie : Nico Rosberg, dont le train arrière est endommagé, sème sur la trajectoire des débris de carbone sur la trajectoire sa propre crevaison et obligent les commissaires à évacuer les morceaux éparpillés sur le circuit. Hülkenberg et Button choisissent de rentrer changer leurs pneus et, grâce à l'avance conquise en piste, conservent les deux premières places,,,.
Au vingt-quatrième passage, derrière la voiture de sécurité, Hülkenberg devance Button, Hamilton, Alonso, Vettel, Kobayashi, Webber, di Resta, Ricciardo, Räikkönen, Massa, Glock, Vergne, Petrov, Schumacher, Kovalainen, Pic, de la Rosa, Karthikeyan et Rosberg. La course est relancée au vingt-neuvième tour et Webber et Kobayashi attaquent immédiatement Vettel : le Japonais réussit sa manœuvre alors que Webber vire au large. Un tour plus tard, Hamilton ravit la deuxième place à Button alors qu'Hülkenberg creuse un léger écart en tête de course. Kobayashi dépasse ensuite Alonso mais l'Espagnol récupère sa quatrième position dès le tour suivant à l'abord des S de Senna. Au trente-troisième tour, Hülkenberg précède Hamilton de 2 secondes et demie, Button de 4 s, Alonso de 5 s, Kobayashi et Vettel de 6 s et Massa de 7 s ; suivent Ricciardo, di Resta et Webber. Massa s'impose successivement sur Vettel puis Kobayashi dans le trente-sixième tour et vient faire office de protection à son leader tandis que Vettel ne trouve pas la solution pour doubler Kobayashi,,,.
Une fine pluie fait son retour à partir du quarante-quatrième tour et les pilotes doivent baisser leur rythme. Néanmoins, Hamilton fait la jonction avec Nico Hülkenberg quand Vettel ne parvient toujours pas à prendre l'avantage sur Kobayashi. Sur une piste devenant de plus en plus glissante, Hülkenberg part à la faute et, s'il évite de justesse le tête-à-queue, laisse la première place à Lewis Hamilton. Au cinquante-et-unième tour, Ricciardo rentre au stand et, alors que la pluie s'intensifie, chausse des pneus pour piste sèche. Vettel, qui rencontre des problèmes de liaison radio, rentre au tour suivant et chausse également des pneus pour piste sèche. Pendant ce temps, Räikkönen manque un freinage et s'engouffre dans une échappatoire. Il poursuit dans cette voie, qui n'est autre qu'une ancienne portion du circuit, et se résigne à faire demi-tour lorsqu'il s'aperçoit qu'il n'y a pas moyen de rejoindre la piste en poursuivant ainsi. Au cinquante-quatrième tour, Hülkenberg tente un dépassement par l'intérieur sur Hamilton à l'abord des S de Senna, rate son freinage à la fin de la ligne droite et heurte son rival : si l'Allemand peut poursuivre, Hamilton, suspension cassée, doit abandonner,,,.
Pendant ce temps, Vettel rentre à nouveau au stand, cette fois pour chausser des pneus intermédiaires, mais son arrêt est trop long, les mécaniciens n'ayant pas sorti les pneumatiques des couvertures chauffantes. Les commissaires infligent un drive-through de pénalité à Hülkenberg alors que Button change ses pneus au cinquante-septième tour et remonte en piste en tête. Au cinquante-huitième tour, sous une pluie battante, Button devance Massa de 13 secondes et Alonso de 18 s ; suivent Webber, Hülkenberg, Schumacher, Vettel, Kobayashi, Vergne et di Resta. Au soixante deuxième tour, Felipe Massa laisse passer Fernando Alonso qui se lance à la poursuite de Button mais l'écart est de plus de 20 secondes,,,.
À deux tours du but, Kamui Kobayashi part à la faute et perd plusieurs positions tandis que Paul di Resta tape le mur dans la remontée vers la ligne droite des stands : la voiture de sécurité prend la piste pour sécuriser le secteur : la course se termine sous ce régime et voit Button terminer la saison comme il l'avait entamé, en remportant la victoire. Fernando Alonso et Felipe Massa l'accompagnent sur le podium ; suivent pour les points : Webber, Hülkenberg, Vettel, Schumacher, Vergne, Kobayashi et Räikkönen,,,. 
Sebastian Vettel remporte son troisième titre mondial consécutif avec trois points d'avance sur Alonso. Button ravit la cinquième place du championnat à Webber et, plus loin dans le classement, Vitaly Petrov, en terminant onzième, permet à Caterham de reprendre la dixième place du championnat des constructeurs à Marussia,,,.

### Classement de la course
| Pos. | no | Pilote                  | Écurie               | Tours | Temps/Abandon                      | Grille | Points |
| ---- | -- | ----------------------- | -------------------- | ----- | ---------------------------------- | ------ | ------ |
| 1    | 3  | Jenson Button SREC      | McLaren-Mercedes     | 71    | 1 h 45 min 22 s 656 (174,179 km/h) | 2      | 25     |
| 2    | 5  | Fernando Alonso SREC    | Ferrari              | 71    | + 2 s 754                          | 7      | 18     |
| 3    | 6  | Felipe Massa SREC       | Ferrari              | 71    | + 3 s 675                          | 5      | 15     |
| 4    | 2  | Mark Webber SREC        | Red Bull-Renault     | 71    | + 4 s 936                          | 3      | 12     |
| 5    | 12 | Nico Hülkenberg SREC    | Force India-Mercedes | 71    | + 5 s 708                          | 7      | 10     |
| 6    | 1  | Sebastian Vettel SREC   | Red Bull-Renault     | 71    | + 9 s 453                          | 4      | 8      |
| 7    | 7  | Michael Schumacher SREC | Mercedes             | 71    | + 11 s 900                         | 14     | 6      |
| 8    | 17 | Jean-Éric Vergne SREC   | Toro Rosso-Ferrari   | 71    | + 28 s 600                         | 17     | 4      |
| 9    | 15 | Kamui Kobayashi SREC    | Sauber-Ferrari       | 71    | + 31 s 200                         | 15     | 2      |
| 10   | 9  | Kimi Räikkönen SREC     | Lotus-Renault        | 70    | + 1 tour                           | 9      | 1      |
| 11   | 21 | Vitaly Petrov SREC      | Caterham-Renault     | 70    | + 1 tour                           | 19     |        |
| 12   | 25 | Charles Pic             | Marussia-Cosworth    | 70    | + 1 tour                           | 22     |        |
| 13   | 16 | Daniel Ricciardo SREC   | Toro Rosso-Ferrari   | 70    | + 1 tour                           | 16     |        |
| 14   | 20 | Heikki Kovalainen SREC  | Caterham-Renault     | 70    | + 1 tour                           | 20     |        |
| 15   | 8  | Nico Rosberg SREC       | Mercedes             | 70    | + 1 tour                           | 10     |        |
| 16   | 24 | Timo Glock              | Marussia-Cosworth    | 69    | + 2 tours                          | 21     |        |
| 17   | 22 | Pedro de la Rosa        | HRT-Cosworth         | 69    | + 2 tours                          | 24     |        |
| 18   | 23 | Narain Karthikeyan      | HRT-Cosworth         | 69    | + 2 tours                          | 23     |        |
| 19   | 11 | Paul di Resta SREC      | Force India-Mercedes | 68    | Accident                           | 11     |        |
| Abd. | 4  | Lewis Hamilton SREC     | McLaren-Mercedes     | 54    | Accident                           | 1      |        |
| Abd. | 10 | Romain Grosjean SREC    | Lotus-Renault        | 5     | Sortie de piste                    | 18     |        |
| Abd. | 18 | Pastor Maldonado SREC   | Williams-Renault     | 1     | Accrochage                         | 6      |        |
| Abd. | 19 | Bruno Senna SREC        | Williams-Renault     | 0     | Accrochage                         | 12     |        |
| Abd. | 15 | Sergio Pérez SREC       | Sauber-Ferrari       | 0     | Accrochage                         | 13     |        |

### Pole position et record du tour
Lewis Hamilton réalise la vingt-sixième pole position de sa carrière, sa première à Interlagos et sa septième de la saison. Il réalise le douzième meilleur tour en course de sa carrière, son second à Interlagos et son premier de la saison.
- Pole position :  Lewis Hamilton (McLaren-Mercedes) en 1 min 12 s 458 (214,088 km/h)[36].
- Meilleur tour en course :  Lewis Hamilton (McLaren-Mercedes) en 1 min 18 s 069 (198,701 km/h) au trente-huitième tour[37].

### Tours en tête
- Lewis Hamilton : 13 tours (1-5 / 7 / 48-54)[38].
- Jenson Button : 28 tours (6 / 8-17 / 55-71).
- Nico Hülkenberg : 30 tours (18-47).

### Classements à l'issue de la course
| Pos.     | Pilote             | Écurie               | Points |
| -------- | ------------------ | -------------------- | ------ |
| Champion | Sebastian Vettel   | Red Bull-Renault     | 281    |
| 2        | Fernando Alonso    | Ferrari              | 278    |
| 3        | Kimi Räikkönen     | Lotus-Renault        | 207    |
| 4        | Lewis Hamilton     | McLaren-Mercedes     | 190    |
| 5        | Jenson Button      | McLaren-Mercedes     | 188    |
| 6        | Mark Webber        | Red Bull-Renault     | 179    |
| 7        | Felipe Massa       | Ferrari              | 122    |
| 8        | Romain Grosjean    | Lotus-Renault        | 96     |
| 9        | Nico Rosberg       | Mercedes             | 93     |
| 10       | Sergio Pérez       | Sauber-Ferrari       | 66     |
| 11       | Nico Hülkenberg    | Force India-Mercedes | 63     |
| 12       | Kamui Kobayashi    | Sauber-Ferrari       | 60     |
| 13       | Michael Schumacher | Mercedes             | 49     |
| 14       | Paul di Resta      | Force India-Mercedes | 46     |
| 15       | Pastor Maldonado   | Williams-Renault     | 45     |
| 16       | Bruno Senna        | Williams-Renault     | 31     |
| 17       | Jean-Éric Vergne   | Toro Rosso-Ferrari   | 16     |
| 18       | Daniel Ricciardo   | Toro Rosso-Ferrari   | 10     |
| 19       | Vitaly Petrov      | Caterham-Renault     | 0      |
| 20       | Timo Glock         | Marussia-Cosworth    | 0      |
| 21       | Charles Pic        | Marussia-Cosworth    | 0      |
| 22       | Heikki Kovalainen  | Caterham-Renault     | 0      |
| 23       | Jérôme d'Ambrosio  | Lotus-Renault        | 0      |
| 24       | Narain Karthikeyan | HRT-Cosworth         | 0      |
| 25       | Pedro de la Rosa   | HRT-Cosworth         | 0      |

| Pos.     | Écurie               | Points |
| -------- | -------------------- | ------ |
| Champion | Red Bull-Renault     | 460    |
| 2        | Ferrari              | 400    |
| 3        | McLaren-Mercedes     | 378    |
| 4        | Lotus-Renault        | 303    |
| 5        | Mercedes             | 142    |
| 6        | Sauber-Ferrari       | 126    |
| 7        | Force India-Mercedes | 109    |
| 8        | Williams-Renault     | 76     |
| 9        | Toro Rosso-Ferrari   | 26     |

## Statistiques
Le Grand Prix du Brésil 2012 représente :
- la 26e pole position de sa carrière pour Lewis Hamilton[34] ;
- la 15e et dernière victoire de sa carrière pour Jenson Button[41] ;
- la 182e victoire de McLaren en tant que constructeur[42] ;
- la 96e victoire de Mercedes en tant que motoriste[43] ;
- le 3e titre de champion du monde des pilotes de Sebastian Vettel[44] ;
- le 307e et dernier Grand Prix de Michael Schumacher[45] ;
- le 500e Grand Prix de Renault en tant que motoriste[46] ;
- le 56e et dernier Grand Prix d'HRT Formula One Team.

Au cours de ce Grand Prix :
- Nico Hülkenberg mène pour la première fois un Grand Prix (pendant 30 tours, du dix-huitième au quarante-septième tour)[47] ;
- Felipe Massa passe la barre des 700 points inscrits en championnat du monde (704)[48] ;
- Kimi Räikkönen devient recordman du plus grand nombre de tours effectués en une saison avec 1191 tours. Il est le seul pilote à avoir rallié l'arrivée de tous les Grands Prix et le premier à couvrir la distance de l'intégralité du championnat depuis Nick Heidfeld en 2008. Le record était précédemment détenu par Tiago Monteiro (1125 tours en 2005 pour Jordan Grand Prix). Avec néanmoins un tour de retard à l'arrivée de ce Grand Prix, il ne couvre pas l'intégralité des tours prévus au championnat. Seul Michael Schumacher a accompli la totalité des tours d'une saison, soit 1090 tours, en 2002 ;
- Tom Kristensen, huit fois vainqueur des 24 Heures du Mans et sextuple vainqueur des 12 Heures de Sebring, est nommé conseillé de la FIA auprès des commissaires de course.